# Convertidor catalític
|  | Per a altres significats, vegeu «catalitzador (desambiguació)». |

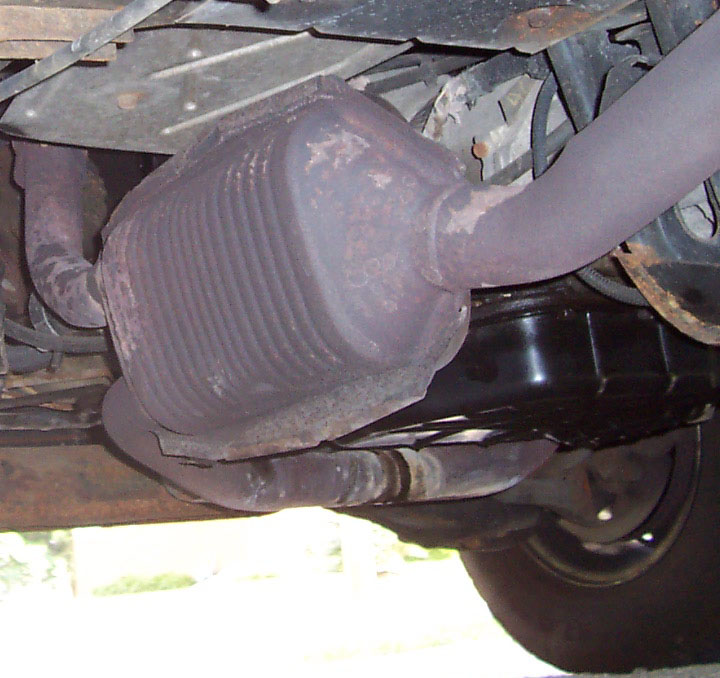
Convertidor catalític d'un automòbil.

El convertidor catalític o catalitzador és un component del motor de combustió interna alternatiu i Wankel que serveix per al control i reducció dels gasos nocius expulsats pel motor de combustió interna. S'empra tant pels motors de gasolina o de cicle Otto com més recentment en els motors dièsel.

## Constitució
Consisteix en una malla ceràmica de canals longitudinals revestits de materials nobles com platí, rodi, etc., situat a la fuita, abans del silenciador.

## Funcionament
Els hidrocarburs (HC) i el monòxid de carboni (CO) abans de ser expulsats per l'escapament, són convertits en diòxid de carboni i vapor d'aigua. Els òxids de nitrogen (NOx) són dissociats en nitrogen molecular (N₂), principal constituent d'aire atmosfèric, i oxigen O₂ Perquè aquestes reaccions de dissociació es produeixin ha d'estar el catalitzador a una temperatura suficient, uns 400 °C.
A la combustió que es produeix en un motor es generen gasos, alguns nocius i altres no. Per exemple, el nitrogen, el diòxid de carboni i el vapor d'aigua no són perjudicials directament per a les persones ja que, al formar una bona part de l'aire, els respirem contínuament.
Els gasos nocius depenen de la composició de la barreja és a dir, del factor lambda. Si el funcionament és amb barreja rica (excessiu combustible en relació amb la quantitat d'aire) apareixen hidrocarburs sense cremar. Si és amb barreja pobre (poc combustible) es generen òxids de nitrogen. Perquè aquests gasos nocius es redueixin al mínim hi ha diversos procediments. Una és intentar que la relació entre el volum d'aire que ingressa al cilindre sigui aproximadament 14,7 vegades el volum de combustible, és a dir, que per cada part de combustible ingressin 14,7 parts d'aire, aquesta relació es diu estequiomètrica, que coincideix amb el factor lambda igual a 1.
De tota manera a causa de la impossibilitat de controlar el 100% el procés de la combustió, se segueixen generant gasos nocius. Per reduir-los (fins a un 75%) hi ha el catalitzador. Aquest se situa molt a prop del col·lector d'escapament (perquè els gasos tinguin almenys uns 400 °C).

## Composició
El catalitzador està compost de platí, rodi i pal·ladi i quan els gasos nocius es posen en contacte amb ell, es generen i acceleren les reaccions químiques que els descomponen i s'oxiden i transformen en gasos innocus per al medi ambient.

## Funcionament en cicle tancat

funcionament del cicle tancat: 1 mesurador de cabal d'aire, 2 i 3 catalitzador, 4 brocs, 5 sonda lambda davantera; 6 sonda lambda posterior; 7 arribada de gasolina; 8 entrada d'aire des del filtre; 9 escapament

L'eficiència del catalitzador depèn del fet que la relació combustible/aire sigui el més propera a l'estequiomètrica i és per això que l'eficiència del catalitzador depèn del correcte funcionament de la sonda lambda. D'això s'encarrega la unitat de control del motor.
En resum: es produeix la combustió en el cilindre i es generen gasos que surten pel col·lector d'escapament. Aquests gasos estan en contacte amb la sonda lambda, la qual detecta el contingut d'oxigen residual, emet un senyal alt o baix segons el factor lambda sigui major o menor d'1. Aquesta informació és usada pel calculador del sistema d'injecció de combustible per corregir el temps d'injecció bàsic emmagatzemat en la taula de la gestió del motor. D'aquesta manera el factor lambda es manté sempre en valors molt propers a 1, el que s'anomena la "finestra lambda" i en la que el catalitzador mostra la seva màxima eficiència. Això és el que s'anomena cicle tancat. Després els gasos passen pel silenciador.

### Doble via
En un catalitzador de doble via, usat majorment en el motor dièsel, ocorren dues reaccions simultànies:
1. Oxidació de monòxid de carboni a diòxid de carboni: 2CO + O₂ → 2CO2
2. Oxidació d'hidrocarburs no cremats o parcialment cremats a diòxid de carboni i aigua: CxH2x+2 + [(3x+1)/2] O₂ → x CO2 + (x+1) H₂O

Aquest tipus de catalitzadors s'usen en motors dièsel, ja que treballen amb excés d'oxigen, generant unes taxes molt altes d'òxids de nitrogen incompatibles amb el metall noble que els dissocia.
En aquests motors el NOx s'elimina amb la recirculació de gasos d'escapament (EGR)

### Triple via
En un catalitzador de triple via ocorren tres reaccions simultànies:
1. Reducció d'òxids de nitrogen a nitrogen i oxigen: 2NOx → x O2 + N2
2. Oxidació de monòxid de carboni a diòxid de carboni: 2CO + O₂ → 2 CO2
3. Oxidació d'hidrocarburs no o parcialment cremats a diòxid de carboni i aigua: CxH2x+2 + [(3x+1)/2] O₂ → x CO2 + (x+1) H₂O.

Aquests catalitzadors pertanyen als motors de cicle Otto, ja que la proporció de NOx és molt menor que en els dièsel, en no treballar amb excés d'oxigen.